# Coryphellina albomarginata
Espèce
Synonymes
- Coryphella albomarginata M. C. Miller, 1971[1]
- Flabellina albomarginata (M. C. Miller, 1971)[1]

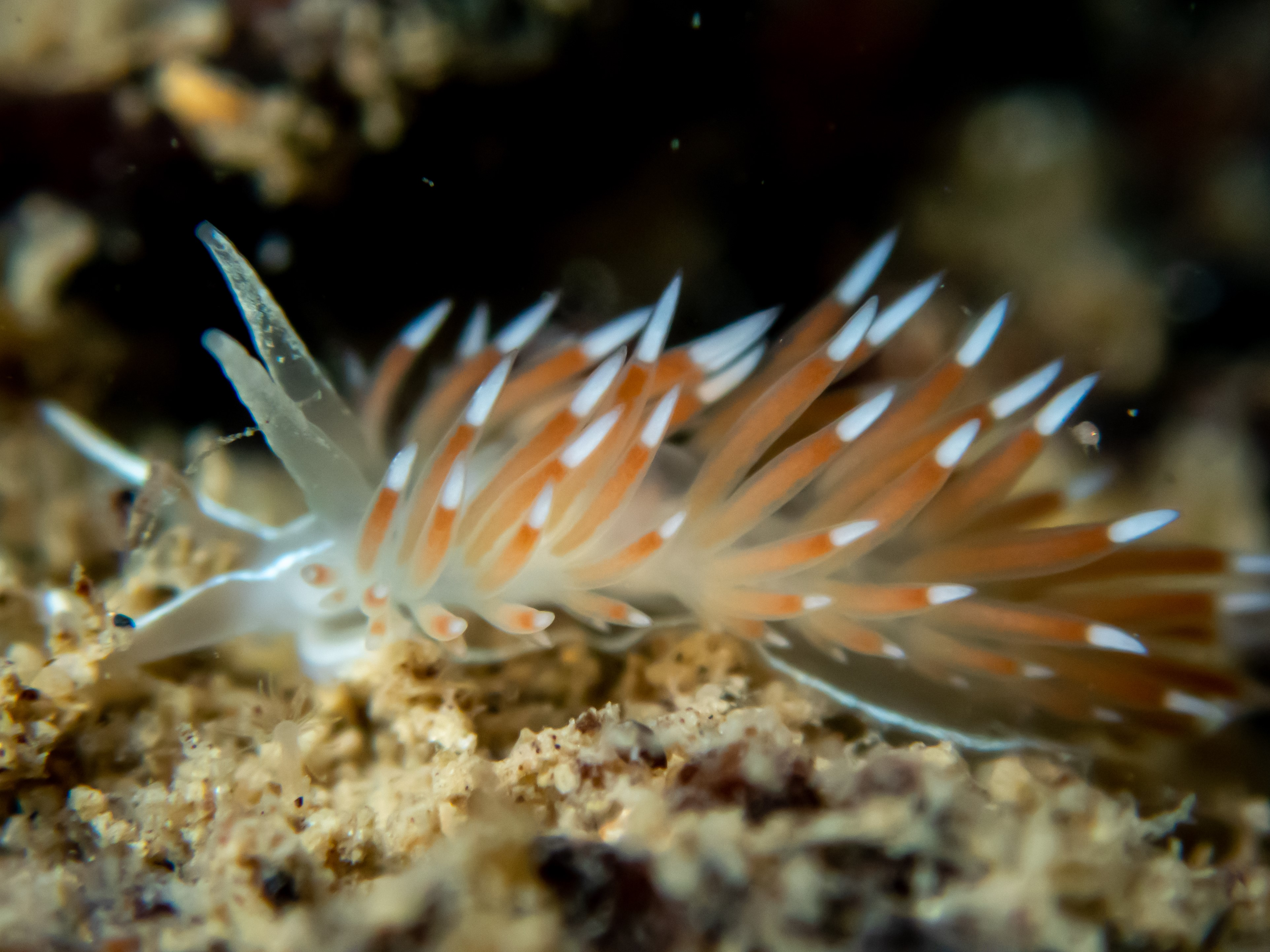
Coryphellina albomarginata.

Coryphellina albomarginata est une espèce de nudibranches de la famille des Flabellinidés.

## Systématique
L'espèce Coryphellina albomarginata a été initialement décrite en 1971 par Michael C. Miller (d) sous le protonyme de  Coryphella albomarginata puis classée sous le genre Flabellina et, désormais, sous le genre Coryphellina.

## Distribution
Cette espèce se rencontre dans les eaux côtières de Nouvelle-Zélande.

## Description
Coryphellina albomarginata mesure jusqu'à 25 mm. Le corps est d'un blanc translucide mais bordé par une coloration blanche plus opaque ; les cérates oscillent entre le rouge et l'orange avec une extrémité blanche.